# 普贾利
普贾利（Pujali），是印度西孟加拉邦South Twentyfour Parganas县的一个城镇。总人口33863（2001年）。

## 人口
该地2001年总人口33863人，其中男性17636人，女性16227人；0—6岁人口4305人，其中男2187人，女2118人；识字率61.41%，其中男性为67.58%，女性为54.70%。